# ۱۵۷۸ (میلادی)
۱۵۷۸ (میلادی) هزار و پانصد و هفتاد و هشتمین سال تقویم میلادی است.

## درگذشتگان
‎